# 梁兰滋
梁兰滋，字楚畹，清朝荣成桥头孟家庄人，清朝政治人物。
清嘉庆九年（1804年），梁兰滋考上甲子科举人。梁兰滋于1823年接替王惟諴任松江府知府一职，1823年由杨树基接任。他還當過三次清朝江南鄉試同考官。後來又在徽宁池太广道任職。